# Campionati del mondo di ciclismo su pista 2018 - Inseguimento a squadre femminile
La gara di inseguimento a squadre femminile ai Campionati del mondo di ciclismo su pista 2018 si è svolta tra il 28 febbraio e il 1º marzo 2018.

## Risultati

### Qualificazioni
I migliori otto tempi si qualificano per il primo turno.
| Posizione | Atleti                                                                              | Tempo    | Gap     | Note |
| --------- | ----------------------------------------------------------------------------------- | -------- | ------- | ---- |
| 1         | Stati Uniti Jennifer Valente Kelly Catlin Chloé Dygert Kimberly Geist               | 4:18.836 |         | Q    |
| 2         | Regno Unito Katie Archibald Elinor Barker Laura Kenny Emily Nelson                  | 4:19.177 | +0.341  | Q    |
| 3         | Italia Elisa Balsamo Letizia Paternoster Simona Frapporti Tatiana Guderzo           | 4:21.543 | +2.707  | Q    |
| 4         | Nuova Zelanda Rushlee Buchanan Bryony Botha Kirstie James Racquel Sheath            | 4:23.530 | +4.694  | Q    |
| 5         | Canada Allison Beveridge Ariane Bonhomme Annie Foreman-Mackey Stephanie Roorda      | 4:24.071 | +5.235  | q    |
| 6         | Germania Gudrun Stock Charlotte Becker Franziska Brauße Lisa Brennauer              | 4:26.746 | +7.910  | q    |
| 7         | Francia Laurie Berthon Coralie Demay Marion Borras Marie Le Net                     | 4:29.627 | +10.791 | q    |
| 8         | Polonia Daria Pikulik Katarzyna Pawłowska Justyna Kaczkowska Nikol Płosaj           | 4:29.799 | +10.963 | q    |
| 9         | Giappone Yumi Kajihara Kie Furuyama Yuya Hashimoto Kisato Nakamura                  | 4:30.955 | +12.119 |      |
| 10        | Cina Wang Xiaofei Liu Jiali Ma Menglu Wang Hong                                     | 4:32.389 | +13.553 |      |
| 11        | Russia Aleksandra Goncharova Gulnaz Badykova Anastasiia Iakovenko Olga Zabelinskaya | 4:32.652 | +13.816 |      |
| 12        | Belgio Lotte Kopecky Gilke Croket Annelies Dom Saartje Vandenbroucke                | 4:33.076 | +14.240 |      |
| 13        | Bielorussia Polina Pivovarova Ina Savenka Anastasiya Dzedzikava Hanna Tserakh       | 4:34.254 | +15.418 |      |

### Primo turno
I vincitori della terza e della quarta batteria si qualificano per la finale per l'oro, i migliori due tempi non qualificati per la finale per l'oro in tutte le altre batterie si qualificheranno per la finale per il bronzo.
| Posizione | Batteria | Atleti                                                                         | Tempo    | Note |
| --------- | -------- | ------------------------------------------------------------------------------ | -------- | ---- |
| 1         | 4        | Stati Uniti Jennifer Valente Kelly Catlin Chloé Dygert Kimberly Geist          | 4:16.340 | QG   |
| 2         | 3        | Regno Unito Katie Archibald Elinor Barker Laura Kenny Eleanor Dickinson        | 4:19.397 | QG   |
| 3         | 3        | Italia Elisa Balsamo Letizia Paternoster Silvia Valsecchi Tatiana Guderzo      | 4:20.647 | QB   |
| 4         | 2        | Canada Allison Beveridge Ariane Bonhomme Annie Foreman-Mackey Stephanie Roorda | 4:21.780 | QB   |
| 5         | 1        | Germania Gudrun Stock Charlotte Becker Franziska Brauße Lisa Brennauer         | 4:24.369 |      |
| 6         | 4        | Nuova Zelanda Rushlee Buchanan Bryony Botha Michaela Drummond Racquel Shaeth   | 4:25.384 |      |
| 7         | 1        | Francia Laurie Berthon Coralie Demay Marion Borras Marie Le Net                | 4:27.273 |      |
| 8         | 2        | Polonia Daria Pikulik Katarzyna Pawłowska Justyna Kaczkowska Nikol Płosaj      | 4:32.169 |      |

### Finale
La finale è iniziata alle 19:23.
| Tempo                | Atleti                                                                         | Tempo    | Gap    | Note |
| -------------------- | ------------------------------------------------------------------------------ | -------- | ------ | ---- |
| Finale per l'oro     |                                                                                |          |        |      |
| 1                    | Stati Uniti Jennifer Valente Kelly Catlin Chloé Dygert Kimberly Geist          | 4:15.669 |        |      |
| 2                    | Regno Unito Katie Archibald Elinor Barker Laura Kenny Emily Nelson             | 4:16.980 | +1.311 |      |
| Finale per il bronzo |                                                                                |          |        |      |
| 3                    | Italia Elisa Balsamo Letizia Paternoster Silvia Valsecchi Tatiana Guderzo      | 4:20.202 |        |      |
| 4                    | Canada Allison Beveridge Ariane Bonhomme Annie Foreman-Mackey Stephanie Roorda | 4:23.216 | +3.014 |      |